# رتیکولوسیتوپنی
رتیکولوسیتوپنی یک اصطلاح پزشکی برای کاهش غیرطبیعی سلول‌های رتیکولوسیت در بدن است. رتیکولوسیت‌ها سلول‌های گلبول قرمز تازه و نابالغ و نارس هستند که بدون هسته هستند.

## دلایل
رتیکولوسیتوپنی معمولاً نتیجه عفونت ویروسی پارواویروس بی۱۹ است که به سلول‌های نارس گلبول قرمز حمله کرده و آنها را از بین می‌برد و تولید گلبول‌های قرمز را متوقف می‌کند.
اگر عفونت در افراد دارای کم‌خونی داسی‌شکل، اسفروسیتوز یا بتا تالاسمی رخ دهد، منجر به ترکیب دو مکانیسم ناشی از کم‌خونی می‌شود: کاهش تولید سلول‌های گلبول قرمز و همولیز. نتیجه آن آنمی سریع و شدید (بحران آپلاستیک) است که ممکن است به انتقال خون نیاز داشته باشد.